# Great Santa Cruz Island
Great Santa Cruz Island ist eine Insel der Philippinen im Osten der Sulusee in der philippinischen Provinz Zamboanga del Sur.

## Geographie
Die von einer dichten Vegetation bewachsene Insel liegt etwa vier Kilometer südlich des Hafens von Zamboanga City. Nordwestlich liegt das kleinere Little Santa Cruz Island.

## Naturschutzgebiet
Die Landfläche dieser zwei Inseln bildet zusammen mit dem sie umgebenden Meeresgebiet das Schutzgebiet Great and Little Sta. Cruz Islands Protected Landscape/Seascape, welches 2000 eingerichtet wurde.

## Sonstiges
Great Santa Cruz Island gehört zum Verwaltungsgebiet von Zamboanga City und ist von dort über Fährverbindungen erreichbar.